# Fabricación de materiales compuestos
Este artículo trata sobre los procesos de fabricación de materiales compuestos de matriz polimérica.
Los procesos de fabricación de materiales compuestos de matriz polimérica se pueden dividir en dos grandes bloques: molde abierto y molde cerrado.

## Procesos de fabricación en molde abierto

### Moldeo por colocación manual
El hand lay-up o moldeo por colocación manual es denominado así debido a las bajas o nulas presiones que necesita. Es muy utilizado en la industria aeroespacial debido a su gran flexibilidad.
Se trata de un proceso muy lento, con más de 50 etapas individuales. La etapa de colocación manual de las láminas consume en torno a la mitad del tiempo total del proceso.
Los posibles defectos que pueden presentar las piezas fabricadas mediante este método son: arrugas en la superficie, burbujas de aire atrapadas, poros y picaduras, cuarteado y grietas, mala adherencia al molde, áreas pegajosas y afloramiento de fibras.

### Filament Winding
El bobinado o filament winding es un proceso de fabricación en el que se enrollan refuerzos continuos a grandes velocidades y de forma precisa sobre un mandril que rota en torno a su eje de giro. Las velocidades de trabajo se encuentran entre los 90 - 100 m/min para fibras de vidrio y entre los 15 - 30 m/min para fibras de carbono y aramida.
Mediante este proceso se pueden alcanzar volúmenes de fibra de hasta un 75%, siendo posible controlar el contenido de resina. No obstante, es necesario que la pieza sea de revolución y sin curvaturas entrantes. La forma de la pieza debe permitir la extracción del mandril.
Existen tres modelos de bobinado:
- Bobinado helicoidal: el movimiento de rotación del mandril se combina con el movimiento de traslación longitudinal del cabezal de impregnación.
- Bobinado circunferencial: se trata de una variante del bobinado helicoidal pero con un ángulo de enrollado de 90°.
- Bobinado polar o plano: tanto el movimiento de rotación como el de traslación longitudinal es realizado por el mandril, permaneciendo fijo el cabezal de impregnación.

Este proceso se utiliza para producir cilindros huecos de alta resistencia. La fibra es proporcionada a través de un baño de resina y después es bobinada sobre un cilindro apropiado. Cuando han sido aplicadas suficientes capas, el cilindro (mandril) se cura en un horno. Por último, la pieza moldeada es separada del mandril.
Las aplicaciones a este proceso incluyen tanques químicos y de almacenamiento de combustibles, recipientes a presión y cubiertas de motores de cohetes.
Los modelos del proceso proporcionan la siguiente información en función de la posición y del tiempo:
- Temperatura en el interior del material compuesto y del mandril.
- Grado de curado en el interior del material compuesto.
- Viscosidad en el interior del material compuesto.
- Posición de las fibras
- Tensiones en el interior del material compuesto y en el mandril.
- Nivel de porosidad en el interior del material compuesto.
- Tiempo de curado.

### Procesado en autoclave
Este proceso se lleva a cabo en un autoclave de materiales compuestos y es utilizado para consolidar y curar componentes realizados con materiales compuestos poliméricos, mediante el uso de temperatura y presión.
Las variables de las que depende principalmente este procesado son la temperatura y la presión aplicadas, y vienen definidas por el tipo de material a procesar:
- En materiales termoestables son necesarias altas temperaturas para reducir la viscosidad del polímero e iniciar la reacción química de curado. Estas condiciones están en el rango de 175 °C y 600 KPa (poliimidas, PMR-15) pero pueden llegar en ocasiones a rangos de 300-400 °C y 1MPa (PEEK, PEI).

- En materiales termoplásticos los requerimientos de temperatura no son los mismos que en termoestables, ya que no hay reacción química que activar para conseguir el curado.

- El uso de presión en el proceso es necesario para mantener en todo momento las láminas juntas, y eliminar posibles defectos que pudieran formarse (poros, deslaminaciones).

La mayor ventaja del conformado en autoclave es la gran flexibilidad para procesar distintas familias de materiales. De hecho, cualquier material polimérico puede ser procesado, siempre y cuando su ciclo de cura se encuentre dentro de las limitaciones de temperatura y presión del autoclave.

## Procesos de fabricación en molde cerrado

### SMC (Sheet moulding compounds)
El SMC o Sheet Moulding Compounds consiste en el moldeo de una resina termoestable reforzada generalmente con fibra de vidrio en forma de hilos cortados o continuos, obteniendo la pieza final a través de polimerización de la resina por aplicación de presión y temperatura.
Este método de fabricación posee una etapa preliminar en la que se crea el preimpregnado que después se utilizará para realizar la pieza final deseada. Este pre-proceso se basa en utilizar mechas de fibra de vidrio en cordones continuos que se cortan en pedazos (de unos 5cm) sobre una capa de relleno de resina transportada sobre una película de polietileno. Posteriormente, una vez la capa inferior tiene todas la fibras distribuidas se coloca otra capa de relleno de resina sobre la primera formando un sándwich. Este sándwich se compacta y enrolla en rodillos de embalaje calibrados.
Los rollos de preimpregnado se almacenarán para dejar que la fibra se asiente con la matriz termoestable. 
Las fibras de vidrio pueden presentarse no sólo como fibras cortadas, sino también hay casos en los que se utilizan hilos continuos o como mezcla de ambos (hilos continuos y fibras cortadas), en este último caso se obtendrían las mejores propiedades mecánicas.
Finalmente los rollos de material compuesto se llevan a una prensa, donde se cortan con la configuración adecuada para la pieza a obtener y se colocan en un ajustado molde metálico calentado. Posteriormente la prensa hidráulica se cierra y el SMC fluye uniformemente bajo presión por todo el molde formando el producto final.
Las características principales son:
- Buena estabilidad dimensional.
- Excelente acabado superficial por ambas caras.
- Buenas propiedades de resistencia mecánica.
- Posibilidad de obtener geometrías complejas.
- Alta capacidad de automatización.

Es un proceso, que por su elevada capacidad de automatización, se utiliza principalmente en producción de grandes series, siendo el automóvil su principal sector (capotas, paneles delanteros...). Este fenómeno hace que el SMC sea actualmente el método más utilizado en la fabricación de materiales compuestos con resinas termoestables.

### Inyección
La infiltración de materiales compuestos por inyección, utiliza la misma tecnología que el moldeo por inyección de plásticos tradicional. Pero a diferencia de introducir en el molde únicamente un polímero (ya sea termoplástico o termoestable), se introduce el polímero más un refuerzo.
Las fibras más utilizadas son de vidrio, carbono y aramida. Estos refuerzos afectan notablemente a las propiedades mecánicas del material final. Pero por otro lado presentan algunos inconvenientes como:
- Dificultad para controlar el posicionamiento de las fibras en la pieza.
- Las fibras pueden reducir notablemente su longitud por rotura con el tornillo sin fin que alimenta el proceso.

### Pultrusión
Se trata de un proceso automático muy versátil mediante el que se obtienen perfiles de sección constante.
Se utiliza una fibra embebida en una resina termoestable, la cual reacciona cuando se aplica calor. Se tira del material (pull) para evitar roturas y desalineamiento de fibras.
Mediante este proceso se puede producir cualquier sección compleja siempre que su espesor sea constante. Además, debido a la precisión de la superficie del molde se obtienen acabados de alta calidad.
No obstante, la velocidad del proceso es relativamente baja (3 m/min) comparada con la velocidad de extrusión (30 m/min). Además, resulta muy complicado orientar las fibras en ángulos óptimos.
Descripción del proceso:

El proceso de pultrusión consta de varias etapas:
- Las fibras de refuerzo se presentan en forma de bobinas o rollos para favorecer el flujo continuo del material.
- Se colocan en carretes sobre ejes con rodamientos especiales para mantener constante la tensión del hilo al ser devanado.
- Cuando las fibras se dirigen hacia el sistema de impregnación se hacen pasar por unas placas de alineamiento para evitar torsiones, nudos o daños en los refuerzos.
- La clave de todo el proceso de pultrusión es el molde. Debe alinear las fibras y comprimirlas hasta la fracción en volumen deseada, asegurando el curado del material en un tiempo relativamente corto.
- Alrededor del molde se colocan placas calefactadas para provocar el calentamiento de la pieza y favorecer la reacción de polimerización de la resina. El parámetro de control más importante es la temperatura interior del molde, que oscila entre los 100 °C y 150 °C.
- En el mecanismo de tracción debe existir una distancia de al menos 3 metros entre éste y la salida para asegurar el correcto enfriamiento del perfil mediante convección natural o forzada (por chorro de agua o aire).

### RTM (Resin Transfer Moulding)
Se trata de un proceso de fabricación en molde cerrado a baja presión. Puede resumirse en cinco etapas:
1. Se coloca el tejido de fibras secas en el molde y éste es cerrado.
2. Se inyecta la resina en el molde mediante una bomba.
3. Se sella la entrada de resina y la salida de aire.
4. Se aplica calor (curado)
5. Tras un período de enfriamiento se abre el molde y se retira la pieza

Debido a la posibilidad de moldear las fibras en seco antes de la inyección de la resina, se consigue una mejor orientación de las fibras, aumentando las propiedades mecánicas del material.